# Luneta (arhitektura)
Luneta (francosko lunette, 'mala luna') je arhitekturni prostor v obliki polmeseca, ki je različno napolnjen s kiparskim okrasom, poslikan, zastekljen, napolnjen z vdolbinami ali praznino. Luneta nastane, ko vodoravni venec – preklada, tudi arhitrav, preseka okroglast lok na nivoju imposta, kjer lok izvira. Če so vrata postavljena znotraj okroglastega loka, je prostor znotraj loka nad vrati, zidanimi ali steklenimi, luneta. Če so vrata glavni dostop in je luneta zgoraj masivna in globoko postavljena, ji lahko rečemo timpanon.
Izraz je uporaben za opis odseka notranje stene med krivuljami oboka in njegovo izvorno črto. Sistem sekajočih se obokov ustvarja lunete na stenskih površinah nad vencem. Lunete v strukturi stropa Sikstinske kapele so Michelangela navdihnile, da je iznašel inventivne kompozicije za prostor.
V neoklasicistični arhitekturi Roberta Adama in njegovih francoskih sodobnikov, kot je Ange-Jacques Gabriel, je najljubša shema postavitev vrste oken v plitvih slepih obokih. Zgornje lunete so  prepuščene sevalnim motivom: sončni žarki lusk zvončkov, žarkaste flavte, nizka vaza z rožami itd.
Luneta je lahko tudi segmentna, lok pa je ovalno posnet. Prostori so še vedno lunete.
Lunetno okno se običajno imenuje polmesečevo okno ali nadsvetloba, ko se palice, ki ločujejo njegova stekla, širijo radialno.
Flamski slikar Giusto Utens je za tretjega velikega vojvodo Toskane Ferdinanda I. v letih 1599–1602 pripravil vrsto medičejskih vil z lunetami.